# Georg Christoph Wagenseil
Georg Christoph Wagenseil (Viena, 1715 - Viena, 1777) fou un compositor austríac. Prestigiós organista, clavecinista i professor de música de l'emperadriu Maria Teresa, de les seves abundants composicions destaca l'òpera Ariodante (1745).
Es va convertir en deixeble predilecte del kapellmeister de la cort de Viena, Johann Joseph Fux. El mateix Wagenseil va compondre per a la cort des de 1739 fins a la seva mort. També va ocupar càrrecs com a clavecinista i organista. Els seus alumnes inclogueren Joseph Anton Steffan, Johann Joseph Ildefons Michl, František Xaver Dušek (1731-1799), Johann B Schenk (que després seria professor de Ludwig van Beethoven), Leopold Hofmann (1738-1793) i Maria Antonieta d'Àustria. Va viatjar poc, i va morir a Viena després d'haver passat la major part de la seva vida allà.
Wagenseil era una figura musical molt coneguda en el seu moment - tant Joseph Haydn com Wolfgang Amadeus Mozart se sap que es varen familiaritzar amb les seves obres. Les seves primeres obres són barroques, mentre que les peces posteriors són més lleugeres en estil galant. Va compondre una sèrie d'òperes, obres corals, simfonies, concerts, música de cambra i peces del teclat.
Junt amb Josef Starzer i Georg Matthias Monn, Wagenseil fundà el Moviment Preclàssic Vienès (Wiener Vorklassik).

## Òpere
- La generosità trionfante (1745)
- Ariodante (1745)
- La clemenza di Tito (1745)
- Demetrio (1746)
- Alexander der Grosse in Indien (1748)
- Il Siroe (1748)
- L'olimpiade (1749)
- Andromeda (1750)
- Antigono (1750)
- Euridice (1750)
- Armida placata (1750)
- Vincislao (1750)
- Le cacciatrici amanti (1755)
- Prometeo assoluto (1762)
- Catone (?)
- Merope (1766)